# Funky Monkey Babys
Funky Monkey Babys (ファンキー・モンキー・ベイビーズ) é um trio japonês de hip hop formado em 2004. O grupo começou com Funky Katō e Mon-kichi, até DJ Chemical se juntar mais tarde.
Funky Monkey Babys 3 lançado em março de 2009 alcaçou a primeira posição no ranking semanl da Oricon, onde permaneceu por um período de uma semana.
Em 10 de fevereiro de 2010 foi lançado a coletânea Funky Monkey Babys Best, que em sua primeira semana alcançou a primeira posição no ranking semanal da Oricon, além de vender em torno de 255.000 cópias.

## Membros
- Funky Katō (ファンキー加藤) – MC
- Mon-kichi (モン吉) – MC
- DJ Chemical (DJケミカル) – DJ

## Discografia
- Funky Monkey Babys (2006)
- Funky Monkey Babys 2 (2007)
- Funky Monkey Babys 3 (2009)